# Zoltán Farkas
Zoltán Farkas (Sovata, 19 novembre 1974) è un ex sollevatore ungherese che ha gareggiato nelle categorie dei pesi gallo (fino a 59 kg.) e dei pesi piuma (fino a 64/62 kg.).

## Carriera
Zoltán Farkas partecipò alle Olimpiadi di Atlanta 1996 nella categoria dei pesi gallo, terminando all'8º posto finale con 280 kg. nel totale.
L'anno seguente passò alla categoria superiore dei pesi piuma (fino a 64 kg.), riuscendo a vincere la medaglia d'argento ai Campionati europei di Rijeka con 305 kg. nel totale, dietro al turco di origine azera Hafız Süleymanoğlu (307,5 kg.).
Prese parte anche alle Olimpiadi di Sydney 2000 nella nuova categoria dei pesi piuma (fino a 62 kg.), piazzandosi al 10º posto finale con 287,5 kg. nel totale.
Ai Campionati mondiali di sollevamento pesi ottenne come miglior risultato un 7º posto nell'edizione di Lahti 1998 nei 62 kg.